# Равлик зернистий червонуватий
Равлик зернистий червонуватий — (Monachoides incarnata (Müller, 1774)) — вид наземних молюсків класу Черевоногих (Gastropoda) підкласу легеневих (Pulmonata) родини кущанкових (Hygromiidae).

## Опис черепашки
У дорослих особин висота черепашки коливається переважно в діапазоні від 9 до 11 мм, ширина (діаметр) черепашки — від 12 до 16 мм. Має близько 6 обертів. Черепашка низько-дзигоподібна, з чітко конічним, гострим завитком. Пупок вузький, неперспективний, від повністю відкритого (рідко) або ледь прикритого до напівзакритого. Поверхня черепашки тонко радіально покреслена, має зернисту скульптуру, подібну до скульптури Monachoides vicina, але значно дрібнішу, ледь помітну при 10-кратному збільшенні. Черепашка від світло-жовтої до червонувато-рогової, з майже непомітною світлою смугою на периферії.

## Можливі помилки у визначенні
За цей вид досить часто помилково приймають молодих особин Monachoides vicina з напівзакритим пупком.

## Розповсюдження
Розповсюджений переважно у Центральній і Південно-Східній Європі. Зрідка зустрічається в гірських і рівнинних біотопах заходу України. Рідкісний вид, потребує детальнішого вивчення та, можливо, охорони на загальнодержавному або хоча б регіональному рівні. Ситуацію значно ускладнює його подібність зі звичайним на заході України Monachoides vicina.

## Екологія
Лісовий вид.